# Hangzhou Open 2024
Lo Hangzhou Open 2024 è stato un torneo di tennis giocato sul cemento all'aperto. Si è trattato della prima edizione del torneo, facente parte della categoria ATP Tour 250 nell'ambito dell'ATP Tour 2024. Si è tenuto all Hangzhou Olympic Sports Expo Center di Hangzhou, in Cina, dal 18 al 24 settembre 2024.

## Partecipanti

### Teste di serie
| Nazionalità | Giocatore               | Ranking* | Testa di serie |
| ----------- | ----------------------- | -------- | -------------- |
| Danimarca   | Holger Rune             | 14       | 1              |
|             | Karen Chačanov          | 23       | 2              |
| Argentina   | Tomás Martín Etcheverry | 34       | 3              |
| Stati Uniti | Brandon Nakashima       | 39       | 4              |
| Italia      | Luciano Darderi         | 41       | 5              |
| Cina        | Zhang Zhizhen           | 48       | 6              |
| Ungheria    | Fábián Marozsán         | 49       | 7              |
| Giappone    | Yoshihito Nishioka      | 54       | 8              |

* Ranking al 16 settembre 2024.

### Altri partecipanti
I seguenti giocatori hanno ricevuto una wildcard per il tabellone principale:
- Bu Yunchaokete
- Marin Čilić
- Wu Yibing

I seguenti giocatori sono passati dalle qualificazioni:

- Denis Evseev
- Marco Trungelliti
- Yasutaka Uchiyama
- Coleman Wong

I seguenti giocatori sono entrati nel tabellone principale come lucky loser:
- Mitchell Krueger
- James McCabe

### Ritiri
Prima del torneo
- Matteo Berrettini → sostituito da  Mattia Bellucci
- Tomás Martín Etcheverry → sostituito da  Mitchell Krueger
- Dominik Koepfer → sostituito da  Luca Nardi
- Sebastian Korda → sostituito da  Maximilian Marterer
- Dušan Lajović → sostituito da  Michail Kukuškin
- Alex Michelsen → sostituito da  Damir Džumhur
- Sumit Nagal → sostituito da  James McCabe
- Andrej Rublëv → sostituito da  Zachary Svajda

## Partecipanti al doppio

### Teste di serie
| Nazione     | Giocatore         | Nazione     | Giocatore       | Ranking* | Testa di serie |
| ----------- | ----------------- | ----------- | --------------- | -------- | -------------- |
| Stati Uniti | Nathaniel Lammons | Stati Uniti | Jackson Withrow | 40       | 1              |
| Regno Unito | Julian Cash       | Regno Unito | Lloyd Glasspool | 80       | 2              |
| Uruguay     | Ariel Behar       | Stati Uniti | Robert Galloway | 85       | 3              |
| Regno Unito | Jamie Murray      | Australia   | John Peers      | 91       | 4              |

* Ranking aggiornato al 16 settembre 2024.

### Altri partecipanti
Le seguenti coppie di giocatori hanno ricevuto una wildcard per il tabellone principale:
- Bu Yunchaokete /  Te Rigele
- Jin Yuquan /  Li Zekai

Le seguenti coppie di giocatori sono entrate in tabellone come alternate:
- Rinky Hijikata /  Mackenzie McDonald
- Rubin Statham /  Zachary Svajda

### Ritiri
Prima del torneo
- Luciano Darderi /  Tomás Martín Etcheverry → sostituiti da  Rinky Hijikata /  Mackenzie McDonald
- Damir Džumhur /  Dušan Lajović → sostituiti da  Rubin Statham /  Zachary Svajda
- Sander Gillé /  Joran Vliegen → sostituiti da  Blake Bayldon /  Thomas Fancutt

## Punti
| Evento    | V   | F   | SF  | QF | 2T   | 1T | Q    | Q2   | Q1   |
| Singolare | 250 | 165 | 100 | 50 | 25   | 0  | 13   | 7    | 0    |
| Doppio    | 250 | 150 | 90  | 45 | N.D. | 0  | N.D. | N.D. | N.D. |

## Montepremi
| Evento    | V         | F        | SF       | QF       | 2T       | 1T       | Q2      | Q1      |
| Singolare | 152 240 $ | 88 795 $ | 52 195 $ | 30 245 $ | 17 560 $ | 10 730 $ | 5 365 $ | 2 925 $ |
| Doppio*   | 52 880 $  | 28 290 $ | 16 590 $ | 9 270 $  | N.D.     | 5 460 $  | N.D.    | N.D.    |

*per team

## Campioni

### Singolare
Marin Čilić ha sconfitto in finale  Zhang Zhizhen con il punteggio di 7-6(5), 7-6(5).
- È il ventunesimo titolo in carriera per Čilić, il primo in stagione.

### Doppio
Jeevan Nedunchezhiyan /  Vijay Sundar Prashanth hanno sconfitto in finale  Constantin Frantzen /  Hendrik Jebens con il punteggio di 4-6, 7-6(5), [10-7].